# Sargentspirea
Sargentspirea (Spiraea sargentiana) är en rosväxtart som beskrevs av Alfred Rehder. Enligt Catalogue of Life ingår Sargentspirea i släktet spireor och familjen rosväxter, men enligt Dyntaxa är tillhörigheten istället släktet spireor och familjen rosväxter. Arten förekommer tillfälligt i Sverige, men reproducerar sig inte. Inga underarter finns listade i Catalogue of Life.